# Bătălia de la Raseiniai
Bătălia de la Raseiniai (23-27 iunie 1941) a fost o mare bătălie de tancuri care a avut loc în primele etape ale Operațiunii Barbarossa, invazia germană a Uniunii Sovietice. Bătălia a fost purtată între elementele Grupului 4 Panzer german și Corpul 3 Mecanizat sovietic cu Corpul 12 Mecanizat, în Lituania, 75 km la nord-vest de Kaunas. Armata Roșie a încercat să limiteze și să distrugă trupele germane care trecuseră râul Neman, dar nu a putut să le împiedice să avanseze.
Rezultatul bătăliei a fost distrugerea majorității forțelor blindate sovietice de pe Frontul de Nord-Vest⁠(d), ceea ce a permis germanilor să atace spre punctele de trecere ale râului Daugava (Dvina de Vest). Luptele din jurul Raseiniai⁠(d) au fost una dintre principalele bătălii din faza inițială a Operațiunii Barbarossa, denumită în istoriografia sovietică Bătăliile defensive de frontieră (22-27 iunie 1941) și au făcut parte din Operațiunea strategică defensivă sovietică de la Marea Baltică.

## Context
Grupul de Armate Nord, comandat de feldmareșalul Wilhelm Ritter von Leeb și desfășurat în Prusia Răsăriteană înainte de începerea ofensivei, a fost cel nordic dintre cele trei grupuri de armate participante la Operațiunea Barbarossa, invazia germană a Uniunii Sovietice. Grupul de armate Nord controla Armata a 18-a și Armata a 16-a, împreună cu Grupul 4 Panzer (generalul Erich Hoepner⁠(d)). Germanii aveau 20 de divizii de infanterie, trei divizii Panzer și trei divizii de infanterie motorizată. Sprijinul aerian era asigurat de Luftflotte 1⁠(d) (Flota 1 aeriană).
Controlul administrativ militar sovietic asupra zonei republicilor baltice în care urma să fie desfășurat Grupul de Armate Nord era exercitat de Districtul militar special baltic, care, după invazie, a fost redenumit în Frontul de Nord-Vest (general-colonel Fiodor Kuznetsov). Frontul dispunea de Armatele a 8-a și a 11-a cu Armata a 27-a în al doilea eșalon; Frontul de Nord-Vest avea 28 de divizii de pușcași, 4 de tancuri și 2 motorizate.
La 22 iunie 1941, Frontul de Nord-Vest avea două corpuri mecanizate: Corpul 3 Mecanizat (general-maior Alexey Kurkin⁠(d)) avea 31.975 de oameni și 669[a] – 672 de tancuri[b] și Corpul 12 Mecanizat (general-maior Nikolai Shestapolov) avea 28.832 de oameni și 730[c] – 749 de tancuri;[d] erau disponibile doar tancurile BT-7 și T-26.[e][e]

## Luptă

### Atacul inițial

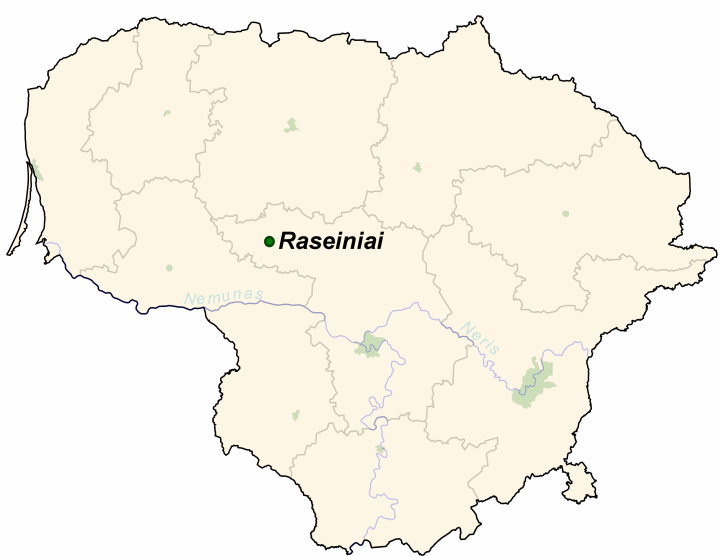
Harta de localizare a Lituaniei cu Raseiniai

Grupul 4 Panzer a avansat în două vârfuri de lance, conduse de Corpul XLI Panzer (generalul Georg-Hans Reinhardt⁠(d)) și Corpul LVI Panzer (generalul Erich von Manstein). Obiectivul lor era de a traversa Nemanul și Daugava, cele mai dificile obstacole naturale din fața Grupului de armate Nord și de a înainta spre Leningrad. Bombardierele germane au distrus multe dintre centrele de semnale și comunicații, bazele navale și aerodromurile sovietice de la Riga la Kronstadt. Šiauliai, Vilnius și Kaunas au fost, de asemenea, bombardate. Avioanele sovietice au fost în alertă timp de o oră, dar au fost ținute pe aerodromurile lor după trecerea primului val de bombardiere germane.
La ora 9:30 dimineața, pe 22 iunie, Kuznetsov a ordonat corpurilor 3 și 12 mecanizate să își ocupe pozițiile de contraatac, intenționând să le folosească în atacuri de flanc asupra Grupului 4 Panzer, care pătrunsese până la râul Dubysa⁠(d) (Dubissa). Până la prânz, diviziile sovietice au început să se retragă, iar coloanele germane au început să se îndrepte spre Raseiniai⁠(d), unde Kuznetsov își concentra blindatele pentru un mare contraatac în ziua următoare. Spre seară, formațiunile sovietice se retrăseseră până la Dubysa. La nord-vest de Kaunas, elemente înaintate ale Corpului Panzer LVI⁠(d) au ajuns la Dubysa și au cucerit viaductul rutier Ariogala⁠(d), vital pentru traversarea acestuia.
Până la sfârșitul zilei de 22 iunie, vârfurile de lance blindate germane de peste Niemen pătrunseseră 80 km (50 mi). A doua zi, Kuznetsov și-a angajat forțele blindate în luptă. În apropiere de Raseiniai, Corpul XLI Panzer a fost contraatacat de Corpurile 3 și 12 mecanizate sovietice. Concentrarea blindatelor sovietice a fost detectată de Luftwaffe, care a atacat imediat coloanele de tancuri ale Corpului 12 Mecanizat la sud-vest de Šiauliai. Nu a apărut niciun avion de vânătoare sovietic, iar Divizia 23 sovietică de tancuri a suferit pierderi deosebit de severe, Ju 88 din Luftflotte 1 atacând la joasă înălțime, incendiind 40 de vehicule, inclusiv tancuri și camioane.
Forțele germane au întâlnit pentru prima dată o unitate echipată cu tancurile grele sovietice KV. La 23 iunie, Kampfgruppe⁠(d) von Seckendorff din Divizia a 6-a Panzer, format din Regimentul 114 Panzergrenadier (infanterie motorizată), Aufklärungsabteilung 57 ( Batalionul 57 de recunoaștere Panzer), o companie din Batalionul 41 Panzerjäger⁠(d) și Batalionul 6 de motociclete, a fost depășit de Divizia a 2-a de tancuri (generalul Yegor Solyankin) de la Corpul 3 Mecanizat în apropiere Skaudvilė⁠(d).[f][f] Tancurile germane Panzer 35(t) și armele antitanc au fost ineficiente împotriva tancurilor grele sovietice, dintre care unele nu mai aveau muniție, dar s-au apropiat și au distrus tunurile antitanc germane trecând peste ele.[g][g]
Germanii au tras în șinele KV-urilor, le-au bombardat cu artilerie, tunuri antiaeriene sau bombe lipicioase⁠(d).

### Tancul sovietic singuratic

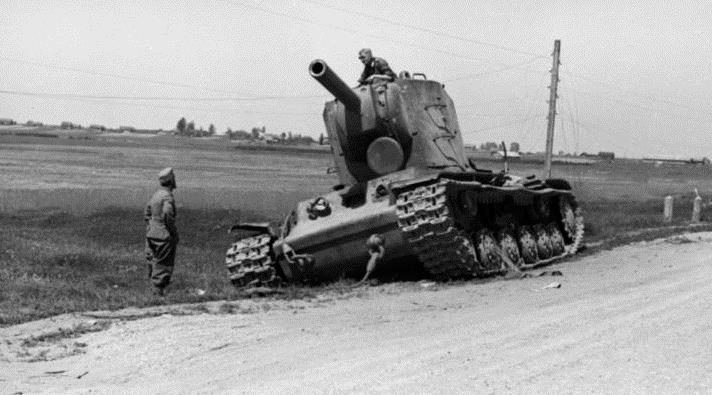
Un tanc sovietic KV-2 abandonat, lăsat pe marginea drumului și inspectat de soldați germani curioși. Potrivit unor relatări, un KV-2 a ținut piept întregii Divizie a 6-a Panzer timp de o singură zi înainte de a fi copleșit în cele din urmă.

Un singur tanc KV-1 sau KV-2 (relatările variază) a avansat mult în spatele liniilor germane după ce a atacat o coloană de camioane de aprovizionare germane. Tancul s-a oprit pe un drum care traversa un teren moale și a fost atacat de patru tunuri antitanc de 50 mm ale batalionului antitanc al Diviziei 6 Panzer. Tancul a fost lovit de mai multe ori, dar a ripostat și a distrus toate cele patru tunuri antitanc inamice. Un FlaK de 8,8 cm al batalionului antiaerian al diviziei a fost deplasat la aproximativ 730 m în spatele singurului tanc sovietic, dar a fost doborât de tanc înainte de a reuși să înscrie o lovitură. În timpul nopții, geniștii de luptă germani au încercat să distrugă tancul cu încărcături satchel, dar nu au reușit, deși este posibil să fi deteriorat șenilele vehiculului. La primele ore ale dimineții de 25 iunie, tancurile germane au tras asupra KV din pădurea din apropiere, în timp ce un alt FlaK de 8,8 cm a tras asupra tancului din spate. Din mai multe focuri trase, doar două au reușit să penetreze tancul. Infanteria germană a avansat apoi spre tancul KV, iar acesta a răspuns cu foc de mitralieră împotriva sa. În cele din urmă, tancul a fost doborât de grenadele aruncate în trape. Conform unor relatări, echipajul mort a fost recuperat și îngropat de soldații germani care se apropiau cu toate onorurile militare, în timp ce, conform altor relatări, echipajul a scăpat din tancul lor avariat în timpul nopții.
Comandantul Kampfgruppe al Diviziei a 6-a Panzer, generalul Erhard Raus⁠(d), l-a descris ca fiind un KV-1, care a fost avariat de mai multe focuri ale unui FlaK de 8,8 cm, utilizat în rol antitanc, trase din spatele vehiculului, în timp ce era distras de tancuri ușoare Panzer 35(t) din Batalionul Panzer 65.[h][h] Echipajul KV-1 a fost ucis de o unitate de ingineri pionier care a împins grenade prin două găuri făcute de tunul AT în timp ce turela începea să se miște din nou, celelalte cinci sau șase lovituri neavând penetrat complet. Aparent, echipajul KV-1 a fost doar amețit de împușcăturile care au pătruns în turelă și au fost îngropați în apropiere cu onoruri militare de către unitatea germană.
În 1965, rămășițele echipajului au fost exhumate și reînhumate la cimitirul militar sovietic din Raseiniai. Conform cercetărilor efectuate de istoricul militar rus Maksim Kolomiets, este posibil ca tancul să fi aparținut Companiei a 3-a a Batalionului 1 din Regimentul 4 de tancuri, care făcea parte din Divizia 2 de tancuri. Este imposibil să se identifice echipajul deoarece documentele lor personale au fost pierdute după ce au fost îngropate în pădurile de la nord de Raseiniai în timpul retragerii, probabil de către trupele germane.

### Concluzia bătăliei
În sud, la 23 iunie, generalul locotenent Vasily Ivanovici Morozov, comandantul Armatei a 11-a, a ordonat unităților care se retrăgeau în vechiul oraș-fortăreață Kaunas de pe râul Nemunas (Neman în rusă), să se deplaseze spre Jonava⁠(d), la aproximativ 48 km nord-est. În seara zilei de 25 iunie, Armata a 8-a sovietică se retrăgea spre Riga, iar Armata a 11-a spre Vilnius și Desna, deschizându-se o breșă în frontul sovietic de la Ukmergė⁠(d) la Daugavpils. Până la 26 iunie, Divizia 1 Panzer și Divizia 36 de infanterie motorizată din Corpul XLI Panzer și următoarele divizii de infanterie au pătruns în spatele corpului mecanizat sovietic și au făcut legătura. Corpul 3 mecanizat sovietic rămăsese fără combustibil, iar Divizia 2 de tancuri a fost încercuită și aproape distrusă. În timpul încercuirii, Solyankin a fost ucis în luptă. Divizia a 5-a de tancuri și Divizia a 84-a motorizată au fost grav diminuate din cauza pierderilor de vehicule și personal.[i][i] Corpul 12 Mecanizat a ieșit din capcană, dar era foarte lipsit de combustibil și muniție.[j][j] Flota baltică sovietică a fost retrasă din bazele din Liepāja, Ventspils și Rīga până la 26 iunie, iar Corpul Panzer LVI s-a repezit spre râul Daugava și, într-o lovitură remarcabilă, a capturat podurile de lângă Daugava intacte.

## Urmări
Bătălia este cunoscută în istoriografia sovietică sub numele de Bătăliile defensive de la frontieră (22-27 iunie 1941), făcând parte din operațiunea mai amplă de apărare strategică sovietică la Marea Baltică. După bătălie, formațiunile de conducere ale Corpului Panzer LVI au început să extindă capul de pod după cucerirea podurilor de pe Dvina și căderea Dvinskului. Pe 25 iunie, mareșalul Semion Timoșenko i-a ordonat lui Kuznețov să organizeze o apărare a Dvinei de Vest, prin desfășurarea Armatei a 8-a pe malul drept, de la Riga la Livani, în timp ce Armata a 11-a a apărat sectorul Livani-Kraslava⁠(d). Kuznetsov a folosit, de asemenea, Armata a 27-a (general-maior Nikolai Berzarin), deplasând trupe din insulele Hiiumaa și Saaremaa și din Riga la Daugavpils. În același timp, Sovietul (Stavka) a eliberat Corpul 21 Mecanizat (general-maior Dmitri Leiușenko⁠(d)), cu 98 de tancuri și 129 de tunuri, din Districtul Militar Moscova, Districtul Militar Moscova, pentru a coopera cu Armata 27.
La 5 dimineața, pe 28 iunie, Leliușenko a încercat să distrugă capul de pod german de lângă Daugavpils. Manstein s-a oprit pe Dvina, dar a atacat a doua zi, lovind de-a lungul autostrăzii Daugavpils–Ostrov. La Riga, în după-amiaza zilei de 29 iunie, germanii au trecut podul de cale ferată peste Dvina. La 30 iunie, trupele sovietice s-au retras de pe malul drept al fluviului și la 1 iulie se retrăgeau spre Estonia. În loc să se grăbească spre Leningrad, diviziile panzer au primit ordin să aștepte întăriri de infanterie, ceea ce a durat aproape o săptămână.
Kuznețov a fost demis de Timoșenko, iar generalul-maior Pyotr Sobennikov, comandantul Armatei a 8-a, a preluat conducerea frontului la 4 iulie. La 29 iunie, Timoșenko a ordonat ca, în cazul în care Frontul de Nord-Vest trebuia să se retragă de pe Daugava, linia de la Velikaia să fie menținută și să se depună toate eforturile pentru ca trupele sovietice să se sape acolo. Linia de la Velikaia a căzut rapid pe 8 iulie, podurile feroviare și rutiere rămânând intacte, iar Pskov a căzut în seara de 9 iulie. Armatei a 11-a i s-a ordonat să se deplaseze la Dno⁠(d), dar prăbușirea Frontului de Nord-Vest la Velikaia și înaintarea germană la Luga au fost înfrângeri serioase, forțând Armata a 8-a să se îndrepte spre Golful Finlandei. Pauza germană a dat timp pentru ca mai multe trupe să se grăbească la Asediul Leningradului, o bătălie lungă și grea.